# Мдивани, Захарий Асланович
Захарий Асланович Мдивани (5 сентября 1867 — 18 апреля 1933) — генерал-майор Свиты. Командир 13-го Лейб-Гренадерского Эриванского Царя Михаила Феодоровича полка, Главный начальник Кавказского ВО, Военный министр Грузинской республики, начальник Батумской области и военный комендант г. Батума (1917-18), Глава Союза Императорского Общества Лейб-Эриванцев в зарубежье.

## Биография
Родился 5 сентября 1867 года. Его брат — полковник Константин Асланович Мдивани.
Окончил Тифлисский кадетский корпус и 2-е военное Константиновское училище (1886), откуда выпущен подпоручиком в Варшавскую крепостную артиллерию.
Варшавская крепостная артиллерия. Позже служил в Кавказской гренадерской артиллерийской бригаде. Поручик (ст. 07.08.1889). Делопроизводитель артиллерийской батареи. Штабс-капитан (ст. 25.07.1895).
После окончания Николаевской академии Генерального Штаба по 1-му разряду в 1898 году — капитан (ст. 17.05.1898; за отличие в науках). Состоял при Кавказском военном округе. Переведен в Генеральный штаб 10.04.1899. Помощник старшего адъютанта штаба Кавказского ВО (10.04.1899-04.09.1902). Цензовое командование ротой отбывал в 3-м Кавказском стрелковом батальоне (10.11.1900-10.11.1901).
Начальник штаба Михайловской крепости (04.09.1902-02.06.1908). Подполковник (ст. 06.12.1902). Полковник (ст. 06.12.1906). Цензовое командование батальоном отбывал в 130-м пехотном Херсонском полку (20.06.-20.10.1907). Начальник штаба 39-й пехотной дивизии (02.06.-05.12.1908). Начальник штаба 13-й пехотной дивизии (05.12.1908-07.07.1910). Начальник штаба Севастопольской крепости (07.07.1910-31.05.1912). Был прикомандирован к артиллерии (15.06.-14.08.1911). Командир 13-го л-гренадерского Эриванского полка (31.05.1912-07.04.1915). Флигель-адъютант (пр. 29.06.1913). Генерал-майор (пр. 18.01.1915; ст. 18.01.1915; за боевые отличия) с зачислением в Свиту Его Величества.
Затем состоял в распоряжении Главнокомандующего Кавказской армией (07.04.-18.07.1915). Начальник штаба 4-го Кавказского армейского корпуса (18.07.1915-20.03.1917). Командующий 39-й пехотной дивизией (20.03.-11.08.1917). Главный начальник Кавказского ВО (11.08.-??.09.1917). Служил в Военном министерстве Грузинской республики, принимал участие в организации грузинской армии. Губернатор Батумского края. После установления Советской власти в Грузии покинул страну. По сводке ИНО ОГПУ от 08.09.1924 находился в Константинополе с намерением проникнуть в пределы СССР.
В эмиграции — во Франции, жил в Париже. Возглавлял Союз лейб-эриванцев. В  Российской Империи и в Царстве Грузинском  его фамилия никогда не была утверждена в княжеском достоинстве. (Захарий Асланович однажды язвительно заметил, что он единственный человек, который унаследовал княжеский титул от детей, а не наоборот). Умер в Париже 18 апреля 1933 года.

## Награды
- Орден Святого Станислава 3-й степени (1902);
- Орден Святой Анны 3-й степени (1904);
- Орден Святого Станислава 2-й степени (1906);
- Орден Святого Владимира 4-й степени (ВП 01.10.1908);
- Орден Святого Владимира 3-й степени (1911; 02.03.1912);
- Медаль «В память 300-летия царствования дома Романовых» (1913);
- Орден Святого Станислава 1-й степени с мечами (ВП 28.06.1915);
- Орден Святой Анны 1-й степени (ВП 16.02.1916);
- Орден Святого Владимира 2-й степени (ВП 10.06.1916).

## Семья
Женился 14 ноября 1899 года на дочери действительного статского советника Елизавете Викторовне Соболевской. Сообщалось, что она в период с октября 1914 по декабрь 1916 года встречалась с Григорием Распутиным, входила в его близкий круг. Их дети:
- Нина (1900–1987);
- Давид (1902–1984), родился в Батуми, старший из братьев. В 1926 году женился на голливудской танцовщице Мэй Мюррей (Mae Murray), которая была на 20 лет старше его. Развёлся с ней в 1933 г. после её банкротства. После развода Давид сблизился с  французской актрисой Арлетти. В 1944 женился на богатой американке Вирджинии Синклер (Virginia Sinclair), владелице фирмы Sinclair Oil. От этого брака имел сына.
- Сергей (1903–1936) родился в Батуми. В 1927 году женился на голливудской кинозвезде Поле Негри (Pola Negri, 1897–1987), развелись в 1931. Второй брак — с Мэри Маккормик (Mary MacCormick), оперной певицей (сопрано) из Chicago Civic Opera, — с 1931 по 1933. В феврале 1936 женился на бывшей жене своего покойного брата Алексея, Луизе Астор Ван Ален (Louise Astor Van Alen), 15 марта 1936 погиб под копытами собственной лошади во время игры в поло во Флориде.
- Русудан (1905–1938);
- Алексей (1908–1935), родился в Батуми. Первым браком был женат на американке Луизе Астор Ван Ален (Louise Astor Van Alen), а вторым — на наследнице состояния семейства Вулвортов (Woolworth) Барбаре Хаттон (Barbara Hutton).  Разведясь с нею, вступил в гражданский брак с баронессой М. Тиссен де Борнемиса.  Погиб в автокатастрофе 11 августа 1935 года в Испании, в г. Паламос.

Братья Мдивани, называя себя «князьями», были известны более всего как «Marrying Mdivanis» — группа брачных аферистов, женившихся на богатых наследницах и кинозвёздах.